# Algebra (Mengensystem)
In der Mathematik ist (Mengen-)Algebra ein Grundbegriff der Maßtheorie. Er beschreibt ein nichtleeres Mengensystem, das vereinigungs- und komplementstabil ist.
Auch das Teilgebiet der Mathematik, das vom Rechnen mit Mengen handelt, wird als Mengenalgebra bezeichnet. Ähnlich doppeldeutig ist auch der Begriff Algebra, der für ein Teilgebiet der Mathematik und auch für eine spezielle algebraische Struktur benutzt wird. Der hier verwendete Begriff der Mengenalgebra steht aber in einem engen Zusammenhang mit dem der booleschen Algebra, also einer anderen speziellen algebraischen Struktur.

## Definition
Ein System {\displaystyle {\mathcal {A}}} von Teilmengen einer beliebigen Menge {\displaystyle \Omega } heißt eine Mengenalgebra oder Algebra über {\displaystyle \Omega }, wenn folgende Eigenschaften erfüllt sind: 
1. {\displaystyle {\mathcal {A}}\neq \emptyset }   ({\displaystyle {\mathcal {A}}} ist nicht leer).
2. {\displaystyle A,B\in {\mathcal {A}}\Rightarrow A\cup B\in {\mathcal {A}}}   (Stabilität/Abgeschlossenheit bezüglich Vereinigung).
3. {\displaystyle A\in {\mathcal {A}}\Rightarrow A^{\mathrm {c} }\in {\mathcal {A}}}   (Stabilität/Abgeschlossenheit bezüglich Komplementbildung {\displaystyle A^{\mathrm {c} }=\Omega \setminus A}).

## Beispiele
- Für jede beliebige Menge {\displaystyle \Omega } ist {\displaystyle \{\emptyset ,\Omega \}} die kleinste und die Potenzmenge {\displaystyle {\mathcal {P}}(\Omega )} die größte mögliche Mengenalgebra.
- Jede σ-Algebra ist eine Mengenalgebra.
- Für jede Menge {\displaystyle \Omega } ist das Mengensystem {\displaystyle {\mathcal {A}}=\{A\subseteq \Omega \mid A\ \mathrm {endlich\ oder} \ A^{\mathsf {c}}\ \mathrm {endlich} \}} eine Mengenalgebra. Wenn {\displaystyle \Omega } unendlich ist, dann ist {\displaystyle {\mathcal {A}}} keine σ-Algebra.

## Eigenschaften
- Jede Mengenalgebra {\displaystyle {\mathcal {A}}} über {\displaystyle \Omega } enthält immer {\displaystyle \Omega } und auch die leere Menge {\displaystyle \emptyset }, denn {\displaystyle {\mathcal {A}}} enthält mindestens ein Element {\displaystyle A} und damit sind {\displaystyle \Omega =A\cup (\Omega \setminus A)=A\cup A^{\mathrm {c} }\in {\mathcal {A}}} sowie {\displaystyle \emptyset =\Omega \setminus \Omega =\Omega ^{\mathrm {c} }\in {\mathcal {A}}.}
- Das 6-Tupel {\displaystyle ({\mathcal {A}},\cup ,\emptyset ,\cap ,\Omega ,{}^{\mathrm {c} })} mit der Mengenalgebra {\displaystyle {\mathcal {A}}\subseteq {\mathcal {P}}(\Omega )} ist eine boolesche Algebra im Sinne der Verbandstheorie, wobei {\displaystyle A\cap B=(A^{\mathrm {c} }\cup B^{\mathrm {c} })^{\mathrm {c} }\in {\mathcal {A}}} für alle {\displaystyle A,B\in {\mathcal {A}}} (Stabilität/Abgeschlossenheit bezüglich Durchschnitt). Die leere Menge {\displaystyle \emptyset } entspricht dabei dem Nullelement und {\displaystyle \Omega } dem Einselement.

Ist umgekehrt {\displaystyle {\mathcal {A}}\subseteq {\mathcal {P}}(\Omega )} ein Mengensystem, so dass {\displaystyle ({\mathcal {A}},\cup ,\emptyset ,\cap ,\Omega ,{}^{\mathrm {c} })} eine boolesche Algebra ist, dann ist {\displaystyle {\mathcal {A}}} offensichtlich auch eine Mengenalgebra.
- Aus der Vereinigungs- sowie Durchschnittsstabilität folgt jeweils induktiv, dass auch jede endliche Vereinigung und jeder endliche Durchschnitt von Elementen der Mengenalgebra {\displaystyle {\mathcal {A}}} in ihr enthalten ist, das heißt für alle {\displaystyle n\in \mathbb {N} } gilt:

{\displaystyle A_{1},\dots ,A_{n}\in {\mathcal {A}}\Rightarrow A_{1}\cup \dots \cup A_{n}\in {\mathcal {A}}} und {\displaystyle A_{1}\cap \dots \cap A_{n}\in {\mathcal {A}}}.
Außerdem gilt {\displaystyle \textstyle \bigcup \emptyset =\emptyset \in {\mathcal {A}}}.

## Äquivalente Definitionen
Wenn {\displaystyle {\mathcal {A}}} ein System von Teilmengen von {\displaystyle \Omega } ist und wenn {\displaystyle A,B} Mengen sind, dann sind wegen {\displaystyle A\cap B=A\setminus (A\setminus B)} und {\displaystyle A\setminus B=A\setminus (A\cap B)} folgende zwei Aussagen äquivalent:
- {\displaystyle A,B\in {\mathcal {A}}\Rightarrow A\setminus B\in {\mathcal {A}}.}
- {\displaystyle A,B\in {\mathcal {A}}\Rightarrow A\cap B\in {\mathcal {A}}} und im Falle {\displaystyle B\subseteq A} auch {\displaystyle A\setminus B\in {\mathcal {A}}.}

Bezeichnet darüber hinaus {\displaystyle A\mathbin {\triangle } B=(A\setminus B)\cup (B\setminus A)} die symmetrische Differenz von {\displaystyle A} und {\displaystyle B,} so sind wegen {\displaystyle A\setminus B=A\cap B^{\mathrm {c} }} und {\displaystyle A\setminus B=A\mathbin {\triangle } (A\cap B)} sowie {\displaystyle A\cup B=(A^{\mathrm {c} }\cap B^{\mathrm {c} })^{\mathrm {c} }} äquivalent:
- {\displaystyle {\mathcal {A}}} ist eine Mengenalgebra.
- {\displaystyle {\mathcal {A}}} ist ein Mengenverband und es gilt: {\displaystyle A\in {\mathcal {A}}\Rightarrow A^{\mathrm {c} }\in {\mathcal {A}}}.
- {\displaystyle ({\mathcal {A}},\cup ,\emptyset ,\cap ,\Omega ,{}^{\mathrm {c} })} ist eine boolesche Algebra.
- {\displaystyle {\mathcal {A}}} ist ein Mengenring und {\displaystyle \Omega \in {\mathcal {A}}}.
- {\displaystyle {\mathcal {A}}} ist ein Mengenhalbring mit {\displaystyle \Omega \in {\mathcal {A}}}, und es gilt: {\displaystyle A,B\in {\mathcal {A}}\Rightarrow A\cup B\in {\mathcal {A}}}.
- {\displaystyle ({\mathcal {A}},\triangle ,\cap ,\Omega )} ist ein unitärer Ring im Sinne der Algebra mit Addition {\displaystyle \triangle ,} Multiplikation {\displaystyle \cap } und Eins {\displaystyle \Omega }.
- {\displaystyle ({\mathcal {A}},\triangle ,\cap ,\Omega )} ist ein boolescher Ring.
- {\displaystyle ({\mathcal {A}},\triangle ,\odot ,\cap ,\Omega )} mit der Skalarmultiplikation {\displaystyle \odot \colon \mathbb {F} _{2}\times {\mathcal {A}}\to {\mathcal {A}},(0,A)\mapsto \emptyset ,(1,A)\mapsto A,}  ist eine unitäre Algebra im Sinne der Algebra über dem Körper {\displaystyle \mathbb {F} _{2}}.
- {\displaystyle \Omega \in {\mathcal {A}}} und es gilt: {\displaystyle A,B\in {\mathcal {A}}\Rightarrow A\setminus B\in {\mathcal {A}}}.
- {\displaystyle {\mathcal {A}}\neq \emptyset } und es gilt: {\displaystyle A,B\in {\mathcal {A}}\Rightarrow A\setminus B\in {\mathcal {A}}} und {\displaystyle A^{\mathrm {c} }\in {\mathcal {A}}}.
- {\displaystyle {\mathcal {A}}\neq \emptyset } und es gilt: {\displaystyle A,B\in {\mathcal {A}}\Rightarrow A\cap B\in {\mathcal {A}}} und {\displaystyle A^{\mathrm {c} }\in {\mathcal {A}}}.

## Operationen mit Algebren

### Schnitte von Algebren
Schnitte von zwei Algebren {\displaystyle {\mathcal {A}}_{1}} und {\displaystyle {\mathcal {A}}_{2}}, also das Mengensystem
{\displaystyle {\mathcal {A}}_{1}\cap {\mathcal {A}}_{2}=\{A\subseteq \Omega \;|\;A\in {\mathcal {A}}_{1}{\text{ und }}A\in {\mathcal {A}}_{2}\}}
sind stets wieder eine Algebra. Denn ist exemplarisch {\displaystyle A\in {\mathcal {A}}_{1}\cap {\mathcal {A}}_{2}}, so ist 
- {\displaystyle {\mathcal {\Omega }}\setminus A} in {\displaystyle {\mathcal {A}}_{1}}, da {\displaystyle A} auch in {\displaystyle {\mathcal {A}}_{1}} ist.
- {\displaystyle {\mathcal {\Omega }}\setminus A} in {\displaystyle {\mathcal {A}}_{2}}, da {\displaystyle A} auch in {\displaystyle {\mathcal {A}}_{2}} ist.

Somit ist {\displaystyle {\mathcal {\Omega }}\setminus A} auch in {\displaystyle {\mathcal {A}}_{1}\cap {\mathcal {A}}_{2}}, der Schnitt der Mengensysteme ist also komplementstabil. Die Stabilität bezüglich der anderen Mengenoperationen folgt analog.
Die Aussage gilt ebenso für den Schnitt einer beliebigen Anzahl von Algebren, da sich die obige Argumentation dann auf alle dieser Algebren ausweiten lässt. Somit gilt: Ist {\displaystyle I} eine beliebige Indexmenge und sind {\displaystyle {\mathcal {A}}_{i}} Algebren, die alle auf derselben Grundmenge {\displaystyle \Omega } definiert sind, so ist der Schnitt aller dieser Algebren wieder eine Algebra {\displaystyle {\mathcal {A}}_{I}}:
{\displaystyle A_{I}:=\bigcap _{i\in I}{\mathcal {A}}_{i}}.

### Vereinigungen von Algebren
Die Vereinigung zweier Algebren {\displaystyle {\mathcal {A}}_{1}} und {\displaystyle {\mathcal {A}}_{2}}, also das Mengensystem
{\displaystyle {\mathcal {A}}_{1}\cup {\mathcal {A}}_{2}=\{A\subseteq \Omega \;|\;A\in {\mathcal {A}}_{1}{\text{ oder }}A\in {\mathcal {A}}_{2}\}}
ist im Allgemeinen keine Algebra mehr. Betrachtet man beispielsweise die beiden Algebren
{\displaystyle {\mathcal {A}}_{1}=\{\emptyset ,\{1,2,3\},\{1\},\{2,3\}\}}
sowie
{\displaystyle {\mathcal {A}}_{2}=\{\emptyset ,\{1,2,3\},\{3\},\{1,2\}\}}
auf {\displaystyle \Omega =\{1,2,3\}}, so ist
{\displaystyle {\mathcal {A}}_{1}\cup {\mathcal {A}}_{2}=\{\emptyset ,\{1,2,3\},\{1,2\},\{2,3\},\{1\},\{3\}\}}.
Dieses Mengensystem ist aber nicht vereinigungsstabil, da es {\displaystyle \{1\}\cup \{3\}=\{1,3\}} nicht enthält, und somit auch keine Algebra.

### Produkte von Algebren
Sind {\displaystyle {\mathcal {M}}_{1}} und {\displaystyle {\mathcal {M}}_{2}} Mengensysteme auf {\displaystyle \Omega _{1}} und {\displaystyle \Omega _{2}} und wird das Produkt von {\displaystyle {\mathcal {M}}_{1}} und {\displaystyle {\mathcal {M}}_{2}} definiert als
{\displaystyle {\mathcal {M}}_{1}\star {\mathcal {M}}_{2}:=\{A\times B\subseteq \Omega _{1}\times \Omega _{2}\;|\;A\in {\mathcal {M}}_{1},\;B\in {\mathcal {M}}_{2}\}},
so ist das Produkt von zwei Algebren im Allgemeinen keine Algebra (auf {\displaystyle \Omega _{1}\times \Omega _{2}}) mehr, sondern lediglich ein Halbring. Denn betrachtet man die Algebra
{\displaystyle {\mathcal {A}}=\{\emptyset ,\{1\},\{2\},\{1,2\}\}}
über {\displaystyle \Omega =\{1,2\}}, so enthält das Mengensystem {\displaystyle {\mathcal {A}}\star {\mathcal {A}}} sowohl die Mengen
{\displaystyle M_{1}=\{1,2\}\times \{1,2\}=\{(1,1),(1,2),(2,1),(2,2)\}} als auch {\displaystyle M_{2}=\{2\}\times \{2\}=\{(2,2)\}}.
Die Menge
{\displaystyle M_{1}\setminus M_{2}=M_{2}^{\mathrm {c} }=\{(1,1),(1,2),(2,1)\}}
ist jedoch nicht in {\displaystyle {\mathcal {A}}\star {\mathcal {A}}} enthalten, da sie sich nicht als kartesisches Produkt zweier Mengen aus {\displaystyle {\mathcal {A}}} darstellen lässt. Somit ist das Produkt der Mengensysteme nicht komplementstabil, kann folglich auch keine Algebra sein.
Definiert man das Produkt von zwei Mengensystemen jedoch als
{\displaystyle {\mathcal {M}}_{1}\boxtimes {\mathcal {M}}_{2}:={\Biggl \{}\bigcup _{i=1}^{n}A_{i}\times B_{i}\,{\Bigg |}\,A_{i}\in {\mathcal {M}}_{1},B_{i}\in {\mathcal {M}}_{2}{\Biggl \}}},
so ist das Produkt zweier Algebren wieder eine Algebra. Sie wird unter anderem auch dazu verwendet, die Produkt-σ-Algebra zu definieren.
Zu beachten ist, dass {\displaystyle {\mathcal {M}}_{1}\star {\mathcal {M}}_{2}} hier nicht das gewöhnliche kartesische Produkt {\displaystyle {\mathcal {M}}_{1}\times {\mathcal {M}}_{2}=\{(A,B)\mid A\in {\mathcal {M}}_{1},B\in {\mathcal {M}}_{2}\}}, sondern ein Mengensystem kartesischer Produkte {\displaystyle A\times B} bezeichnet. 
In der Maß- und Wahrscheinlichkeitstheorie wird die vom Mengensystem  {\displaystyle {\mathcal {M}}_{1}\star {\mathcal {M}}_{2}} erzeugte {\displaystyle \sigma }-Algebra {\displaystyle \sigma ({\mathcal {M}}_{1}\star {\mathcal {M}}_{2})} benötigt, die meistens mit {\displaystyle {\mathcal {M}}_{1}\otimes {\mathcal {M}}_{2}} bezeichnet wird und Produkt-σ-Algebra genannt wird.

### Abweichende Notationen
Abweichend von dieser Notation wird die Produkt-σ-Algebra {\displaystyle {\mathcal {M}}_{1}\otimes {\mathcal {M}}_{2}} auch mit {\displaystyle {\mathcal {M}}_{1}\times {\mathcal {M}}_{2}} bezeichnet. Auch wird manchmal das Mengensystem  {\displaystyle {\mathcal {M}}_{1}\star {\mathcal {M}}_{2}} in abweichender Notation mit  {\displaystyle {\mathcal {M}}_{1}\times {\mathcal {M}}_{2}} bezeichnet. In diesen beiden Fällen besteht eine Verwechselungsmöglichkeit mit dem gewöhnlichen kartesischen Produkt.

### Spur einer Algebra
Die Spur einer Algebra {\displaystyle {\mathcal {A}}} bezüglich einer Menge {\displaystyle U}, also das Mengensystem
{\displaystyle {\mathcal {A}}|_{U}:=\{A\cap U\;|\;A\in {\mathcal {A}}\}},
ist immer eine Algebra, unabhängig von der Wahl von {\displaystyle U}.

## Die erzeugte Algebra
Da beliebige Schnitte von Algebren wieder Algebren sind, lässt sich der Hüllenoperator
{\displaystyle {\mathcal {A}}({\mathcal {E}}):=\bigcap _{{\mathcal {E}}\subseteq {\mathcal {A}}_{i} \atop {\mathcal {A}}_{i}{\text{ Algebra}}}{\mathcal {A}}_{i}}
definieren. Diese Algebra ist per Definition die (bezüglich Mengeninklusion) kleinste Algebra, die das Mengensystem {\displaystyle {\mathcal {E}}} enthält, und wird die von {\displaystyle {\mathcal {E}}} erzeugte Algebra genannt.

## Beziehung zu verwandten Strukturen

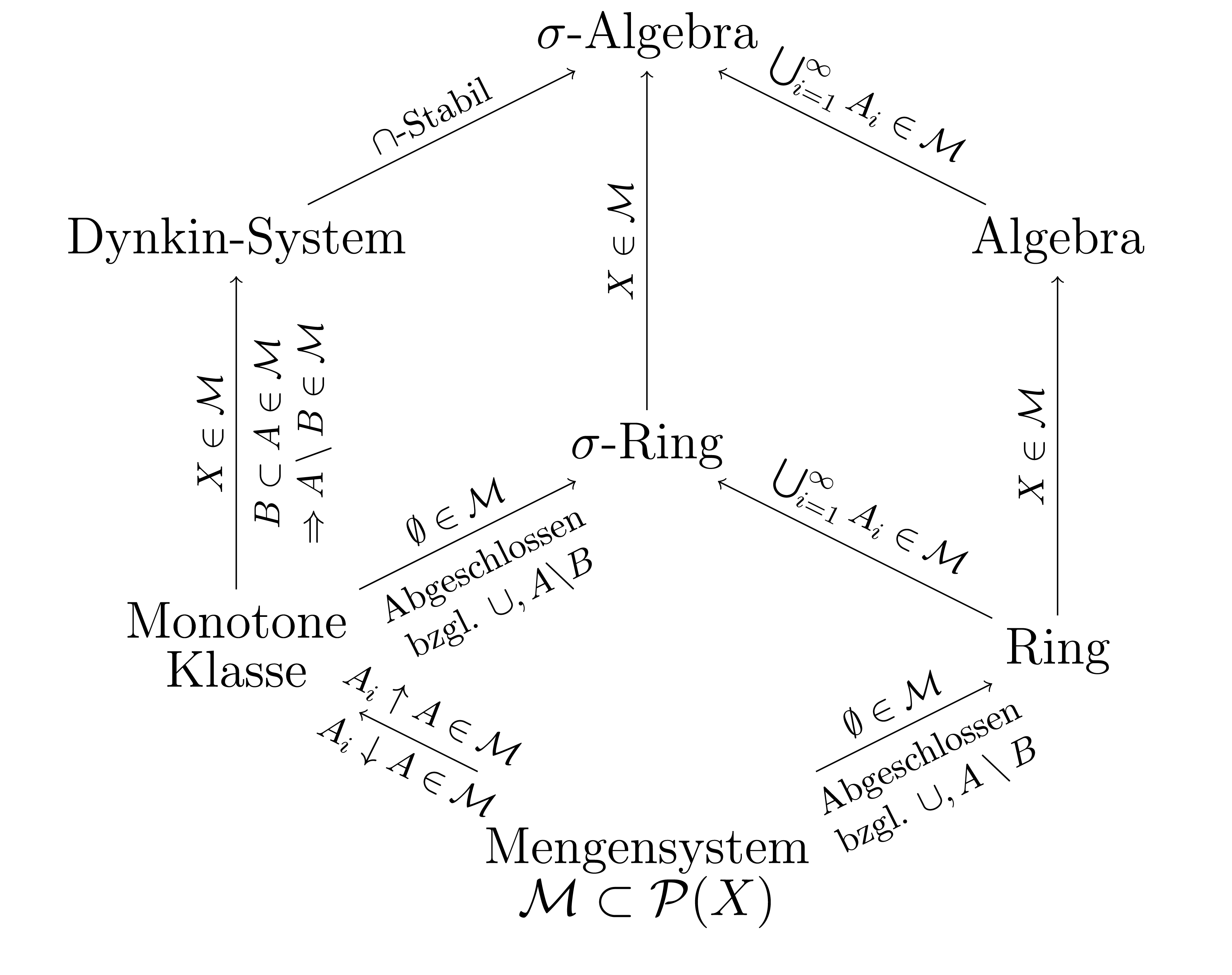
Hierarchie der in der Maßtheorie verwendeten Mengensysteme

- Die Mengenalgebren sind genau die Mengenringe, die die Grundmenge {\displaystyle \Omega } enthalten. Fasst man Mengenringe als Ring im Sinne der Algebra mit der symmetrischen Differenz als Addition und dem Durchschnitt als Multiplikation auf, so sind die Mengenalgebren gerade die unitären Ringe (d. h. mit Einselement) dieser Gestalt.
- Da Mengenalgebren Ringe sind, sind sie automatisch auch Mengenverbände und Halbringe.
- Wenn eine Mengenalgebra sogar bezüglich der Vereinigung abzählbar unendlich vieler ihrer Elemente abgeschlossen ist, dann erhält man eine σ-(Mengen-)Algebra.
- Die von einer Algebra erzeugte monotone Klasse entspricht der von derselben Algebra erzeugten {\displaystyle \sigma }-Algebra
- Jede Algebra ist eine Semialgebra sowohl im engeren als auch im weiteren Sinn.

## Prämaße
Ein fundamentales Resultat ist der Maßerweiterungssatz von Carathéodory, welcher sich mit Prämaßen auf Algebren und deren Fortsetzung als Maße auf σ-Algebren befasst. Sei {\displaystyle {\mathcal {A}}} eine Algebra und {\displaystyle \mu } ein Prämaß auf {\displaystyle {\mathcal {A}}}, dann lässt sich {\displaystyle \mu } auf die σ-Algebra {\displaystyle \sigma ({\mathcal {A}})} fortsetzen.